# Buutsagaan
Le sum de Buutsagaan (mongol : ᠪᠣᠴᠠᠭᠠᠨ
ᠰᠤᠮᠤ, cyrillique : Бууцагаан сум, MNS : Buutsagaan sum) est situé dans l'aimag (ligue) de Bayankhongor, en Mongolie.